# Narlgon
Le narlgon, ou bal tamoul, est un théâtre chanté, dansé et mimé originaire du l'Inde du Sud qui s'est créolisé sur l'Île de la Réunion, dans le sud-ouest de l'océan Indien, par le biais des engagés indiens. Il se pratique à l'occasion de cérémonies religieuses, de mariages ou d'autres événements festifs, son répertoire empruntant aux grands mythes hindouistes.

## Histoire
Originaire du Tamil Nadu, ce théâtre qui puise ses sources dans le Terukuttu (en) met en scène les grandes épopées indiennes comme le Mahâbhârata ou le Ramayana.
Depuis le 9  décembre  2022, il est inscrit à l'inventaire national du Patrimoine culturel immatériel de France, en vue de sa sauvegarde.
Fin 2023, le Narlgon est à l'honneur au Musée Stella Matutina.

## Jeu
Dirigé par une personne que l'on nomme le Vartial, responsable de la totalité du spectacle (de l'enseignement jusqu'à l'exécution de la pièce). Il dirige les musiciens de matalon (tambour) et de tarlom (cymbales), les chœurs et les comédiennes. Il chante en tamoul et résume les scènes en créole réunionnais.